# Tomance (Kamenica)
Tomance (en serbocroata: Tomance /  Томанце) o Tomanc (en albanés: Tomanc) es un pueblo en el municipio de Ranilug del distrito de Gnjilane de Kosovo. Tomanc es uno de los enclaves serbios en Kosovo. 

## Demografía
La evolución demográfica de Tomanc entre 1948 y 2011 fue la siguiente:
| 205                                                 | 229 | 264 | 285 | 217 | 193 | 162 |
| (Fuente: Population of Kosovo since Yugoslav times) |     |     |     |     |     |     |

Según el censo de 2011 (boicoteado parcialmente por los serbios), los serbios representaban el 99,38% de la población (161 personas).